# Microbotryum minuartiae
Microbotryum minuartiae är en svampart som beskrevs av M. Lutz, Piatek, Kemler & Chleb. 2008. Microbotryum minuartiae ingår i släktet Microbotryum och familjen Microbotryaceae.   Inga underarter finns listade i Catalogue of Life.